# سفارة الكاميرون لدى السعودية
سفارة الكاميرون لدى السعودية هي الممثلية الدبلوماسية العليا لدولة الكاميرون لدى المملكة العربية السعودية. تقع السفارة في حي السفارات في الرياض.